# 切木村
切木村（きりごむら）は、佐賀県東松浦郡にあった村。現在の唐津市、東松浦郡玄海町の一部にあたる。

## 地理
東松浦半島の忍西部、上場台地の南部に位置していた。
- 海洋：仮屋湾[2]
- 河川：亀ノ尾川、本谷川[2]
- 島嶼：島山島、小島、帆立鼻

## 歴史
- 1889年（明治22年）4月1日、町村制の施行により、東松浦郡切木村、赤坂村、湯野浦村、杉野浦村、中浦村、大浦村、満越村、瓜ヶ坂村、万賀里川村、仁田野尾村、座川内村、湯野尾村、大良村、後川内村、梨川内村が合併して村制施行し、切木村が発足[1][2]。旧村名を継承した切木、赤坂、湯野浦、杉野浦、中浦、大浦、満越、瓜ヶ坂、万賀里川、仁田野尾、座川内、湯野尾、大良、後川内、梨川内の15大字を編成[2]。
- 1957年（昭和32年）12月31日、大字湯野尾、座川内、大良字藤平・田代（一部）が玄海町に編入され、大字湯野尾・座川内・藤平・田代となる[1][3]。
- 1958年（昭和33年）1月1日、村域を二分割し、大字後川内、梨川内、大良、赤坂（一部）、切木（一部）は唐津市に編入[1][2]。大字仁田野尾、万賀里川、瓜ヶ坂、満越、大浦、中浦、杉野浦、、赤坂（一部）、切木（一部）は東松浦郡入野村に編入され、同村は同日町施行し肥前町となり切木村は廃止された[1][2]。編入後、唐津市大字後川内・梨川内・大良・東山[4]、肥前町大字仁田野尾・万賀里川・瓜ヶ坂・満越・大浦・中浦・杉野浦・湯野浦・赤坂・切木となる[5]。
  - 切木村廃止後、佐賀県では長らく市町村合併は行われず、2005年（平成17年）1月1日の唐津市及び白石町の新設合併まで、47年間にわたり佐賀県で最後に廃止になった自治体であった。